# Mal Lladre

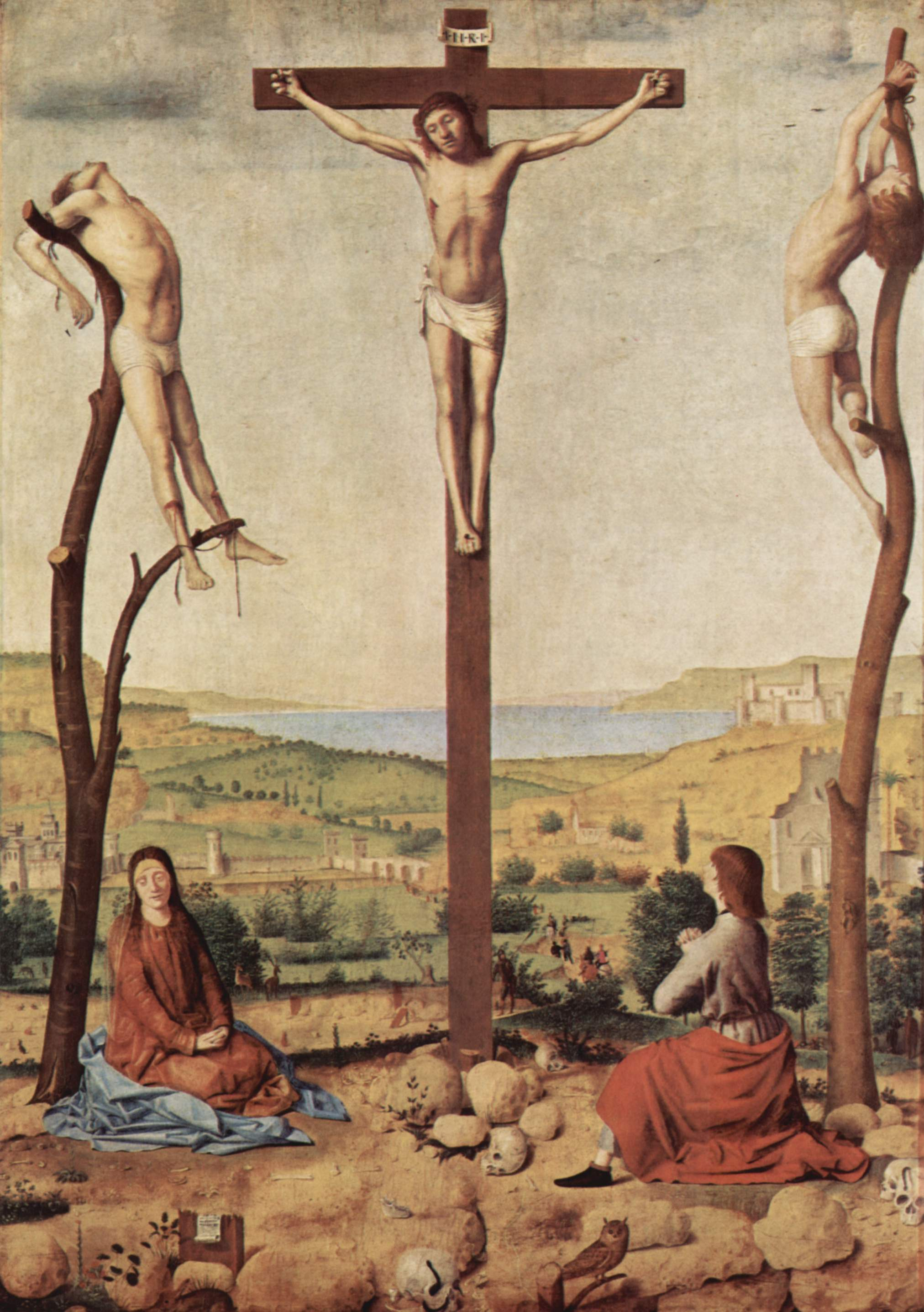
Antonello da Messina, Crucifixió 1475.

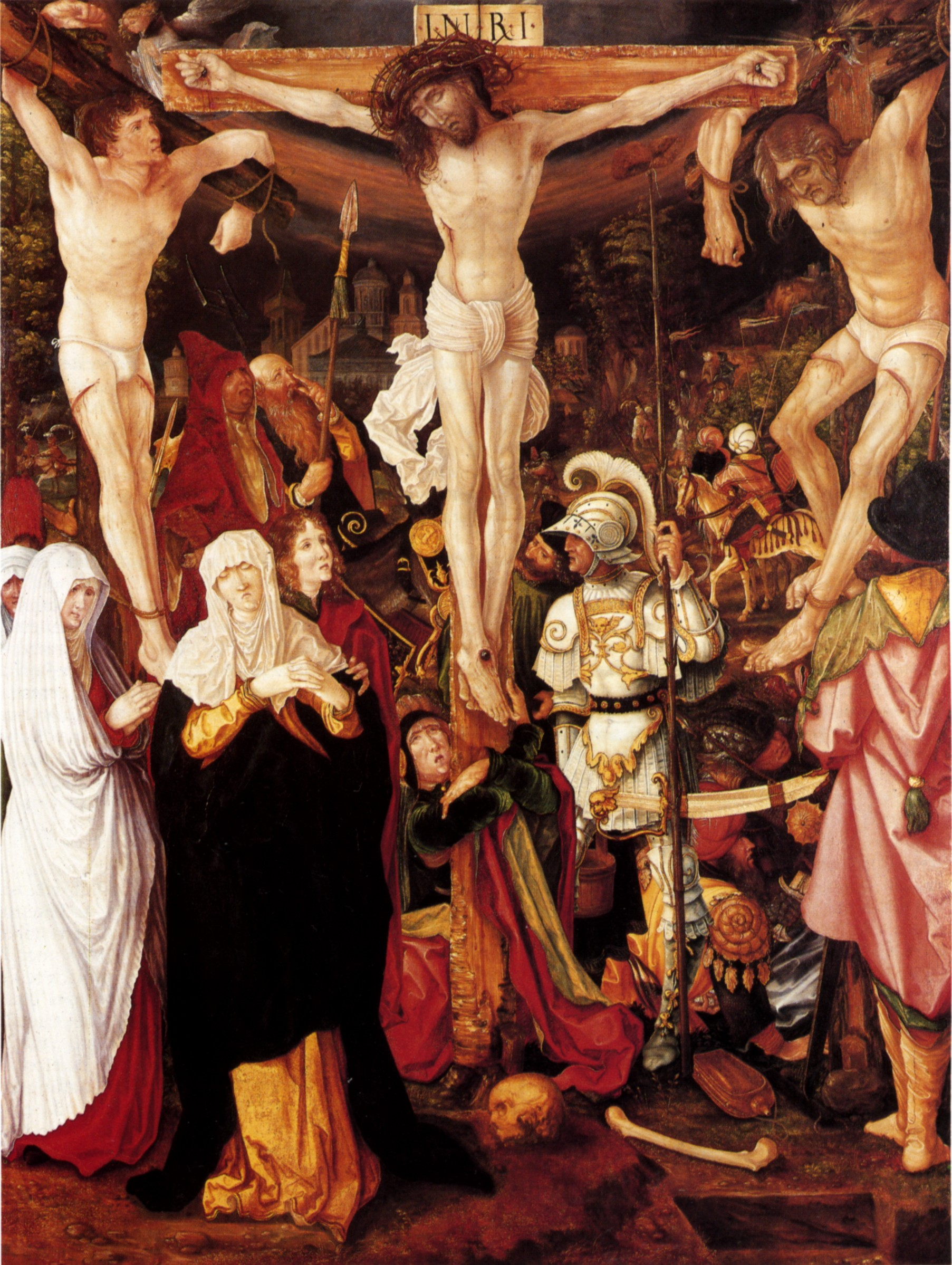
Representació de la crucifixió per Christoph Bockstorfer (1524)

El Mal Lladre, anomenat Gestas en els evangelis apòcrifs, va ser un dels malfactors que segons l'Evangeli de Sant Lluc va ser crucificat a la vegada que Jesús de Natzaret. Va insultar Jesús i no es va penedir dels seus pecats a diferència del Bon Lladre (Sant Dimes) que sí que ho va fer i va obtenir com a recompensa la promesa d'anar al paradís aquell mateix dia.

## Evangelis
L'Evangeli de Sant Lluc relata el diàleg de Jesús amb els lladres de la següent manera:
| « | Un dels criminals penjats a la creu l'injuriava dient: --¿No ets el Messies? Doncs salva't a tu mateix i a nosaltres! Però l'altre, renyant-lo, li respongué: --¿Tu tampoc no tens temor de Déu, tu que sofreixes la mateixa pena? I nosaltres la sofrim justament, perquè rebem el que mereixen els nostres actes, però aquest no ha fet res de mal. I deia:--Jesús, recorda't de mi quan arribis al teu Regne. Jesús li digué: --T'ho asseguro: avui seràs amb mi al paradís. ［Lc 23:39-43］ | » |

## Evangelis apòcrifs
En els evangelis canònics no s'aporta gaire informació sobre els lladres, ni tan sols s'assenyalen els seus noms. No obstant això els evangelis apòcrifs relaten més detalls, alguns d'ells han estat incorporats a la tradició catòlica, com els noms Gestes i Dimes.
Segons l'Evangeli de Nicodem, el Mal Lladre, anomenat Gestes, va ser crucificat a l'esquerra de Jesús i el Bon Lladre a la seva dreta. Per aquest motiu, sovint les representacions de la crucifixió mostren Jesús amb el cap inclinat cap al costat dret.
En un altre dels evangelis apòcrifs, el Protoevangeli de Jaume, Josep d'Arimatea fa la següent declaració, referint-se al Mal Lladre:
| «                                                         | Gestas, solia donar mort d'espasa a alguns vianants, mentre que a altres els deixava nus i penjava a les dones dels turmells cap avall per tallar després els pits; tenia predilecció per beure la sang dels membres infantils; mai va conèixer a Déu; no obeïa a les lleis i venia executant aquestes accions, violent com era, des del principi de la seva vida. | » |
| — Protoevangeli de Jaume: Declaració de Josep d'Arimatea. | |   |

A l'Evangeli àrab de la infància, es relata l'episodi de l' Atac dels bandits, en què uns bandits ataquen Sant Josep i la seva família mentre travessen un bosc.
Un dels criminals anomenat Titus (El Bon Lladre), intercedeix per protegir-los, mentre que l'altre que es deia Dúmac (El Mal Lladre) no accedeix. La Mare de Déu beneeix Titus i el mateix Jesús profetitza que tots dos malfactors seran crucificats.
| «                                              | Mare meva, d'aquí a trenta anys m'han de crucificar dels jueus a Jerusalem i aquests dos lladres seran posats en creu juntament amb mi. Titus estarà a la dreta i Dúmasc a l'esquerra. Titus em precedirà al paradís. | » |
| — Evangeli Àrab de la Infància, capítol XXIII. | |   |

## Església Ortodoxa

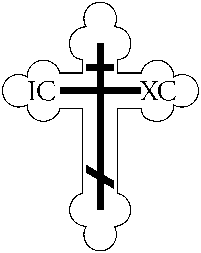
Una creu de tres barres (la barra inferior està inclinada assenyalant Sant Dimes a la dreta i amunt a Gestes a l'esquerra i a baix).

A l'Església Ortodoxa Russa, tant les creus com els crucifixos es representen amb tres barres horitzontals, la més alta és el Titulus Crucis (la inscripció que Ponç Pilat va manar posar sobre el cap de Crist en llatí, grec i hebreu: "Jesús de Natzaret, Rei dels Jueus"), la segona més llarga representa la fusta sobre el qual van ser clavades les mans de Jesús i la més baixa, obliqua, assenyala cap amunt al Bon Lladre i cap avall al Mal Lladre.

## Iconografia
El Mal Lladre sol representar-se col·locat a l'esquerra de Jesucrist i amb el cap girat, a diferència del Bon Lladre que se situa a la dreta i el mira a la cara. Tots dos solen estar lligats a la creu en lloc de clavats i no tenen els braços estesos sinó flexionats.
Les seves faccions solen ser tosques, i es retorcen en la creu, mostrant el dolor i el sofriment que pateixen, en contrast amb la serenitat de Jesucrist que no manifesta signes de dolor. A vegades es representa un àngel que té cura de l'ànima del lladre penedit, mentre que un dimoni tira del cos del lladre malvat, indicant que la seva ànima serà condemnada.